# Chabazite
La chabazite n'est pas une espèce minérale mais désigne une série de quatre espèces du groupe des silicates, sous-groupe des tectosilicates de la famille des zéolithes qui sont trigonales, isométriques, agréées par l'I.M.A. : la chabazite-Ca, chabazite-K, chabazite-Na, chabazite-Sr.

## Inventeur et étymologie
Décrite en 1792 par Louis-Augustin Bosc d'Antic sous le nom de « chabasie », du grec chabazios, pierre mal définie. le terme a été déformé par la suite en chabazite.

## Espèces
- chabazite-Ca
- chabazite-Na
- chabasite-K : K2 Na Ca0,5(Al4Si8O24) . 11,5H2O

localité type : Ercolano, Monte Somma, Province de Naples, Campanie
Masse molaire : 504.66 gm
- chabazite-Sr : Sr(Al4Si8O24) . 12H2O

localité type : Suoluaiv, Massif du Lovozero, Péninsule de Kola, Russie.
Masse molaire : 534.42 gm

## Synonymie
- chabasie
- chabasite

## Gîtologie
- Dans les cavités des roches volcaniques (basaltes, andésites, les fentes de schistes cristallins et les calcaires métamorphiques, avec d'autres zéolites)
- Dans des tufs volcaniques où elle est le résultat de l'altération des feldspaths plagioclases.

## Galerie

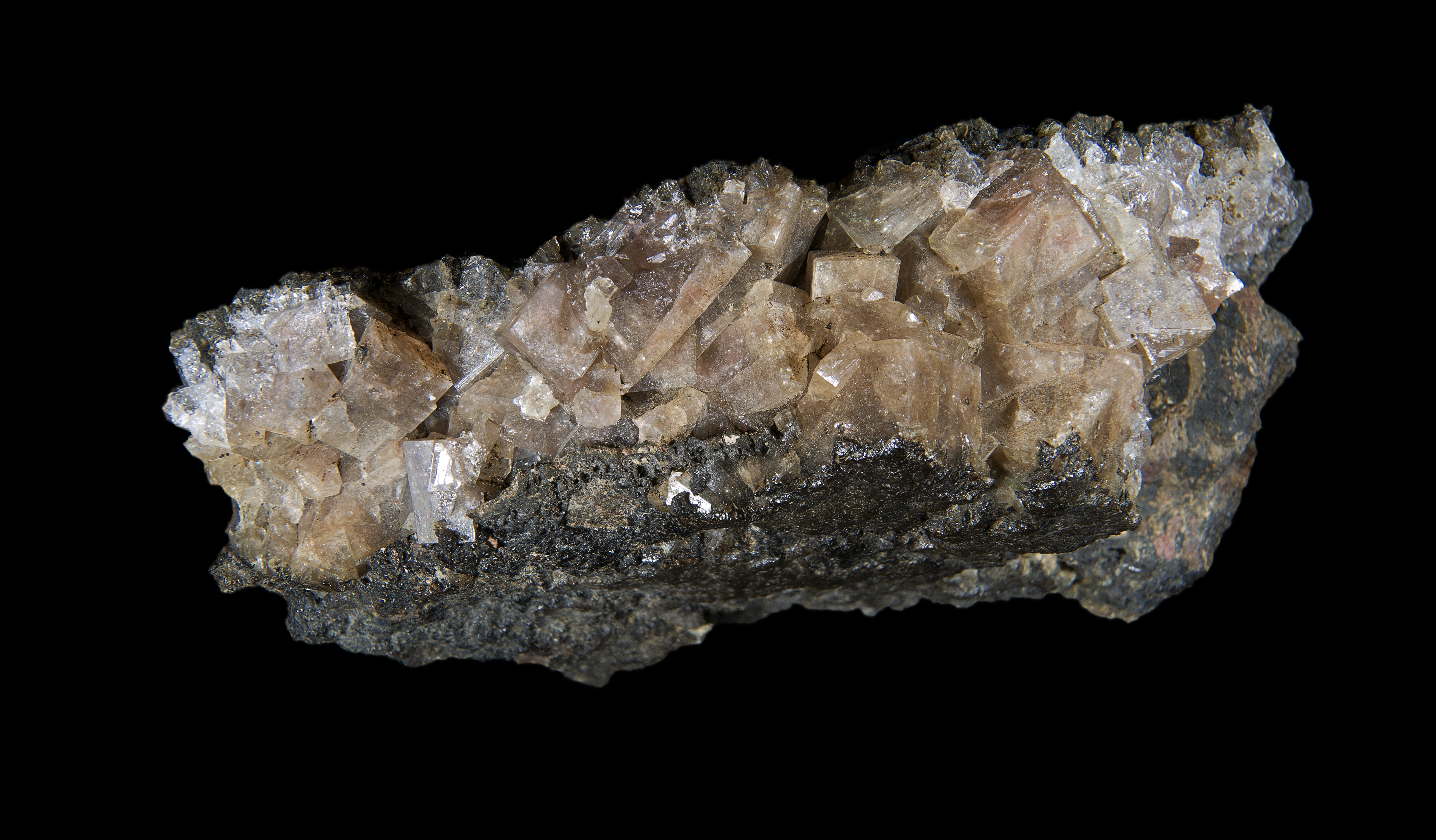
Chabazite-Ca - Nouvelle-Écosse Canada
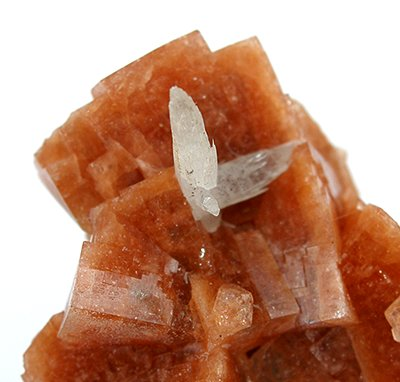
« Acadialite » (Chabazite-Ca) - Nouvelle-Écosse Canada
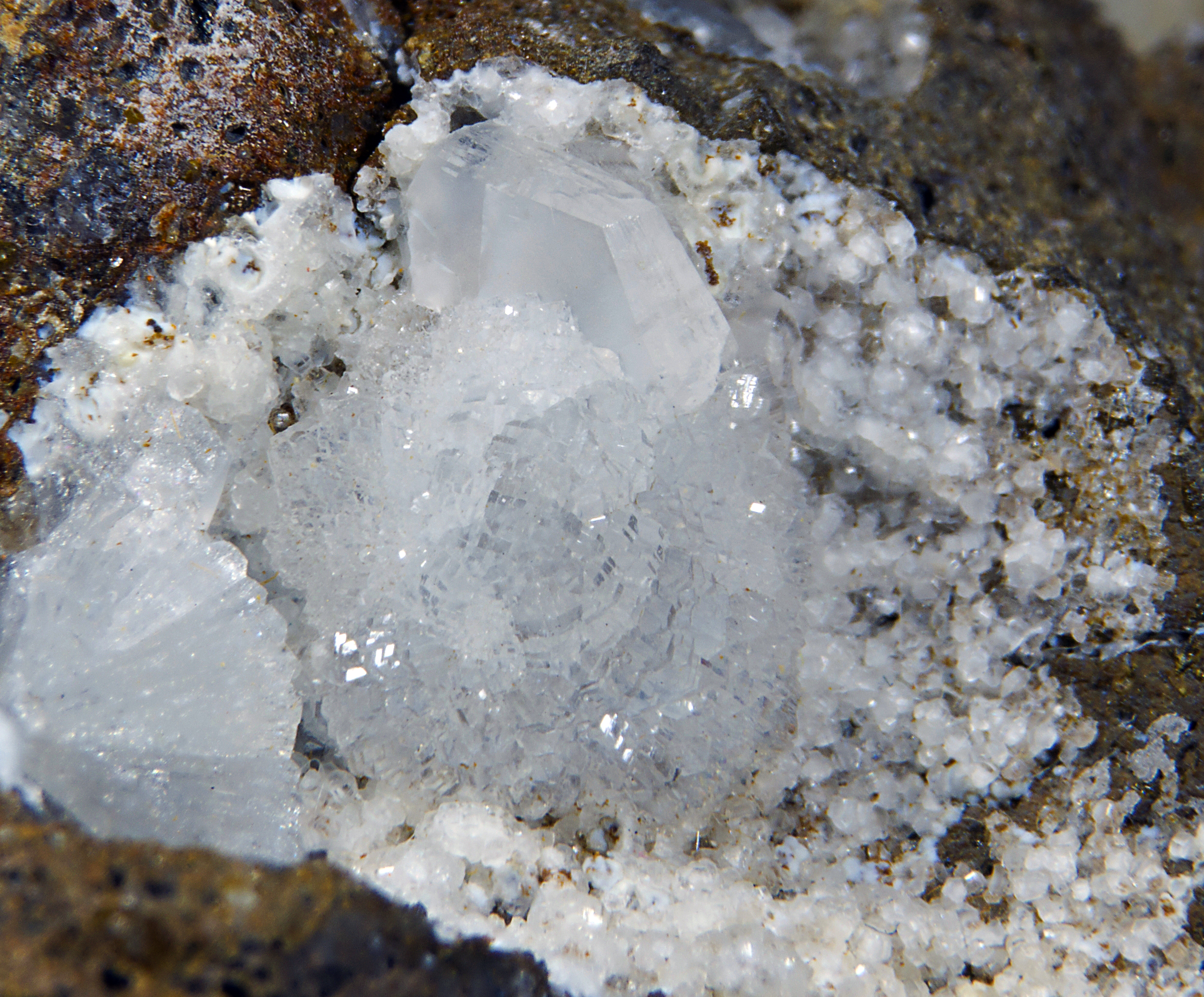
Herschélite - Etna Italie

## Gisements remarquables
- Allemagne
- Canada

Bloomington, Nouvelle-Écosse
Wasson Bluff, Parrsboro, Bay of Fundy, Comté de Cumberland, Nouvelle-Écosse
- France

Cantal
- États-Unis

Oregon, en Arizona et au New Jersey
- Inde
- Italie

Col di Lares, Pozza di Fassa, Val di San Nicolo, Val di Fassa, Trento, Trentino-Alto Adige
Tufo Ercolano, Ercolano, Naples
Rupe di Aci Castello, Aci Castello, Etna, Province de Catane, Sicile
- Russie

Suoluaiv, Massif du Lovozero, Péninsule de Kola
- Tchéquie

Řepčice (Rübendörfl), Třebušín, Région d'Ústí nad Labem, Bohème

## Critères de détermination
- Elle est attaquée par l'acide chlorhydrique. Cependant, sa dureté plus grande la distingue de la calcite.

## Utilisation
La chabazite est utilisée comme substrat pour certaines plantes (bonsaï, cactées, succulentes) pour sa porosité permettant une bonne aération des racines et sa dureté qui fait qu'elle ne se délite pas avec le temps. On constate une augmentation significative de la capacité d’échange cationique.